# Frederic Edwin Church

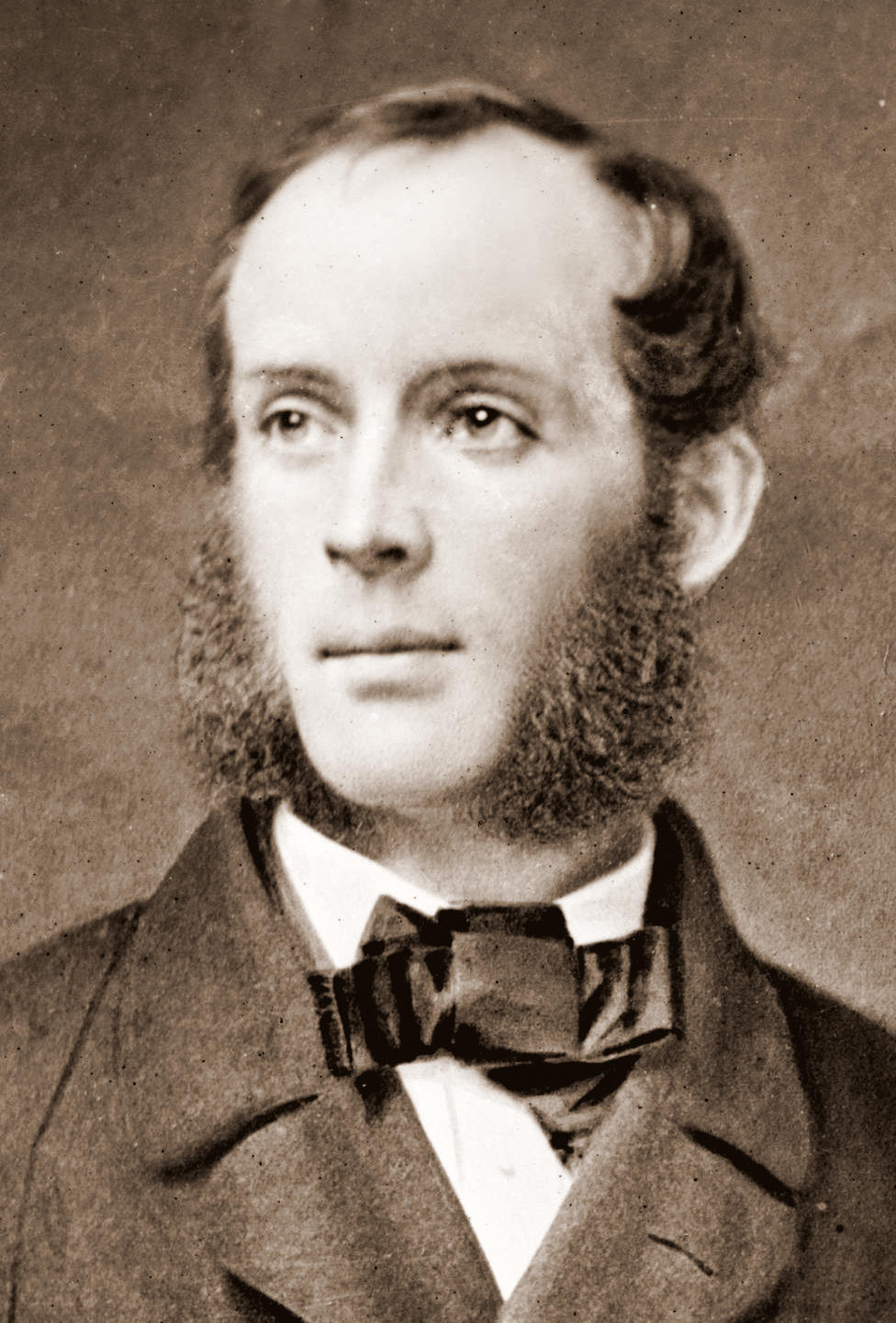
Frederic Edwin Church, Fotografie von Mathew B. Brady, um 1860

Frederic Edwin Church (* 4. Mai 1826 in Hartford, Connecticut; † 7. April 1900 in New York) war ein bedeutender Vertreter der Hudson River School, einer Gruppierung amerikanischer Künstler, die für präzis gemalte, oft dramatische und allegorische Landschaftsbilder bekannt wurde. Thomas Cole, der Begründer der Gruppe, war sein Lehrer. Ähnlich wie dieser, legte auch Church darauf Wert, seinen Werken eine Bedeutung zu geben, die über die reine Abbildung der Natur hinausging.

## Leben

### Jugend und Ausbildung

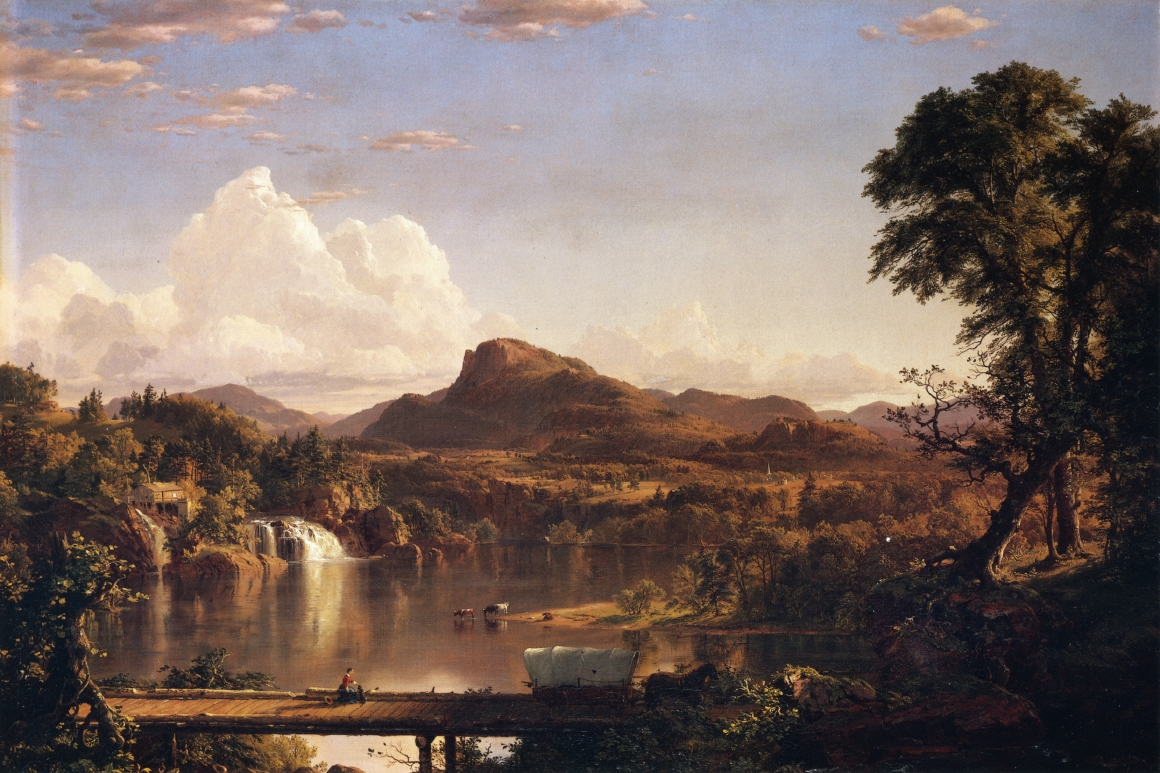
New England Scenery, 1851

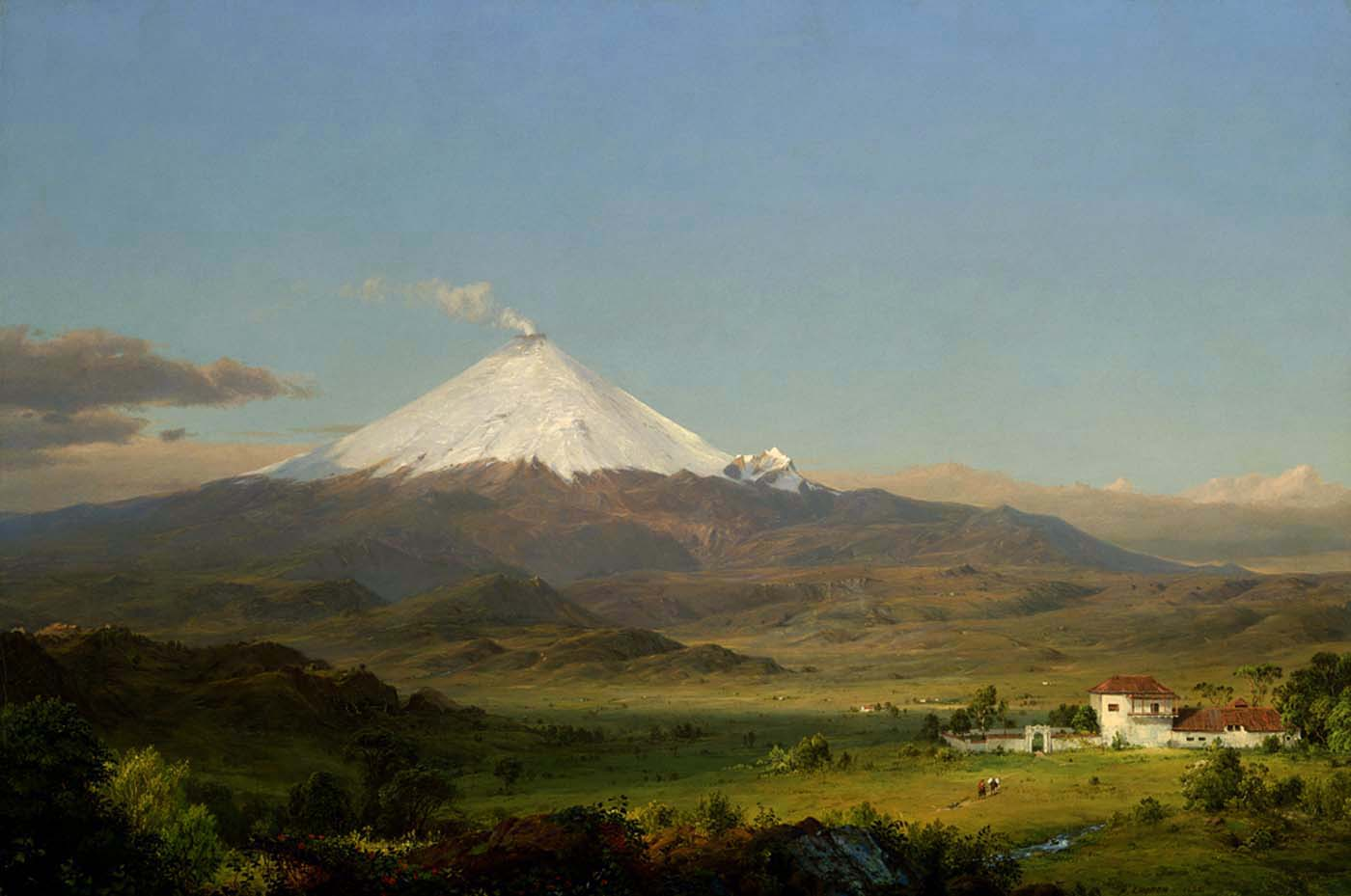
Cotopaxi, 1855

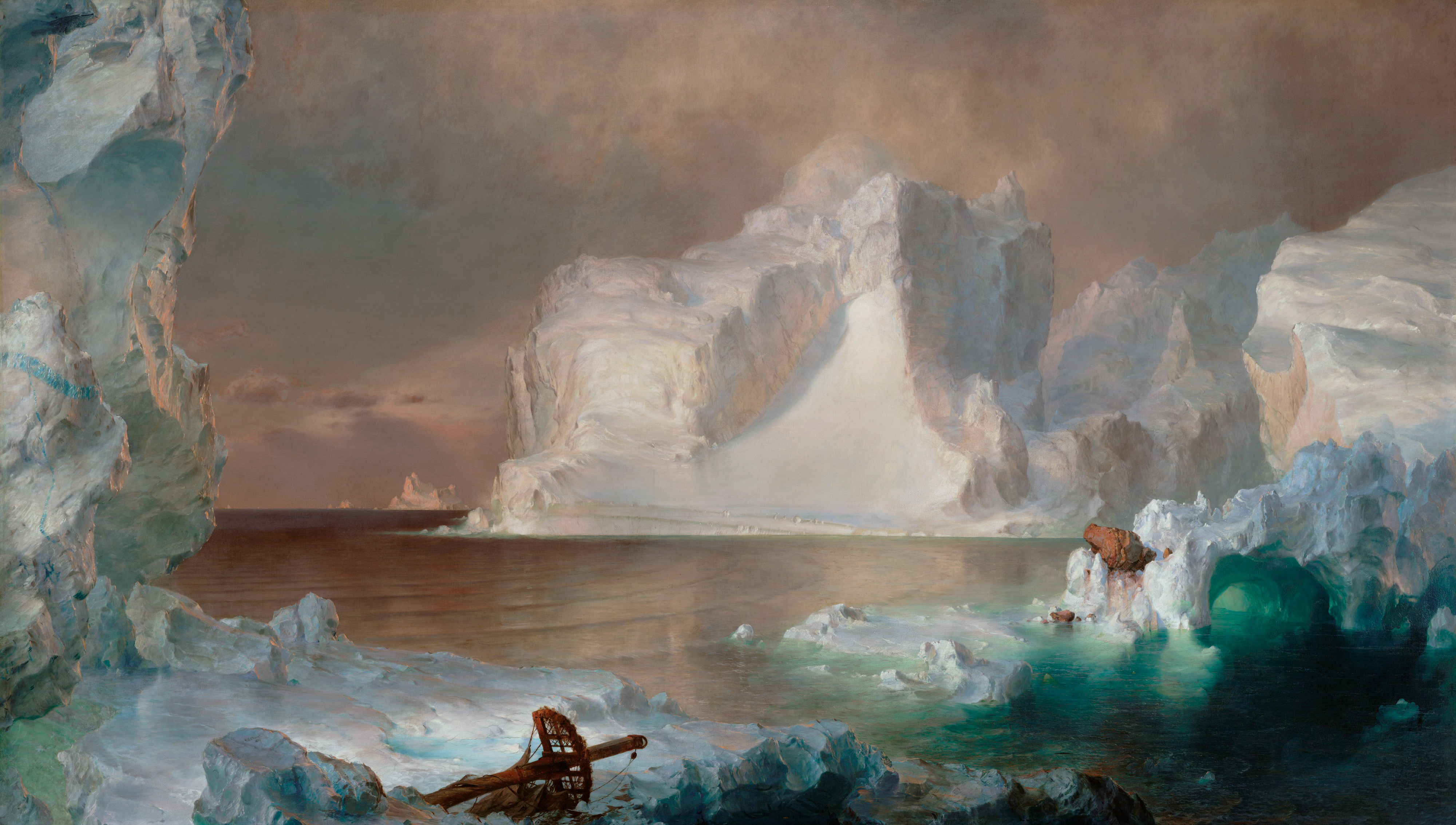
The Icebergs, 1861

Church stammte aus einer wohlhabenden Familie. Sein Großvater Samuel Church hatte die erste Papiermühle in den Berkshire Hills  in Massachusetts gegründet, sein Vater Joseph Church war Silberschmied und Uhrmacher in Hartford (Connecticut) und in späteren Jahren Direktor einer Versicherungsgesellschaft. Frederic konnte also schon früh ohne materielle Zwänge seinem Interesse an der Kunst nachgehen. Als Achtzehnjähriger wurde er für zwei Jahre Schüler von Thomas Cole in Catskill (New York) und malte, wie sein Lehrer, Ansichten der nahe gelegenen Berglandschaften. Daniel Wadsworth, ein Bekannter der Familie und Gründer des Wadsworth Atheneum, des ältesten öffentlichen Kunstmuseums in den USA, hatte ihn mit Cole bekannt gemacht. 1849 wurde Church zum Mitglied der National Academy of Design gewählt, kurz danach verkaufte er sein erstes bedeutendes Werk an das Wadsworth Atheneum in Hartford.

### Reisen
Church ließ sich in New York nieder, ging während des Sommerhalbjahres auf Reisen, um Skizzen für seine Bilder zu machen, und kehrte im Winter zurück, um zu malen und für den Verkauf seiner Bilder zu sorgen. Seit den späten 1840er Jahren war er beeinflusst durch die Schriften des deutschen Forschungsreisenden Alexander von Humboldt (1769–1859), besonders durch dessen Schilderungen seiner fünfjährigen Südamerika-Expedition (1799–1804). In seinem Hauptwerk „Kosmos – Entwurf einer physischen Weltbeschreibung“, 1849 erstmals in englischer Sprache erschienen, hatte Humboldt den Künstlern seiner Zeit dringend empfohlen, Reisen zu unternehmen und die Welt abzubilden; insbesondere sollten sie Südamerika aufsuchen und die „Physiognomie“ der Anden porträtieren, eine der Weltgegenden mit der größten geologischen und botanischen Vielfalt. Auf der Route Humboldts von 1802 unternahm Church 1853 seine erste Reise in die Tropen, begleitet und finanziert durch den jungen Unternehmer Cyrus West Field, der hoffte, durch Churchs Bilder Geldgeber für seine südamerikanischen Projekte zu gewinnen. Die Unternehmung führte von Barranquilla in Kolumbien durch die nördlichen Anden nach Guayaquil in Ecuador.
Im Frühjahr 1857 folgte eine weitere Reise, neun Wochen ausschließlich in Ecuador, von Guayaquil nach Osten zu den Vulkanen Chimborazo, Cotopaxi und Sangay. Churchs Begleiter war Charles Remy Mignot, ein befreundeter Landschaftsmaler. Die künstlerischen Ergebnisse der beiden Reisen festigten das Ansehen, das Church genoss. Neben Albert Bierstadt wurde er zum erfolgreichsten amerikanischen Maler seiner Generation. Um 1850 war die Erkundung des Nordmeeres eine Angelegenheit von großem öffentlichem Interesse, besonders durch die spektakulär gescheiterte Franklin-Expedition zur Entdeckung der Nordwestpassage. Beeindruckt von derartigen Berichten mietete Church 1859 gemeinsam mit Louis Legrand Noble, dem Biografen Thomas Coles, ein Schiff, um im Nordatlantik zwischen Labrador und Grönland Eisberge zu skizzieren.
1860 kaufte Church eine Farm bei Hudson (New York) einer Kleinstadt im Tal des Hudson River, und heiratete Isabel Carnes (1836–1899), die er im Jahr zuvor bei der New Yorker Präsentation eines seiner Bilder kennengelernt hatte. 1863 wurde Church in die American Academy of Arts and Sciences gewählt. Die beiden ersten Kinder Churchs starben 1865 an Diphtherie. Church und seine Frau gingen für einige Monate nach Jamaika, wo er intensiv die Botanik und das Licht der Tropen studierte. Vier Kinder, die in den folgenden Jahren geboren wurden, blieben am Leben. Mit dem ersten von ihnen und mit Isabels Mutter unternahm das Ehepaar 1867 eine Familienreise von 18 Monaten Dauer durch Europa und den Nahen Osten (mit den heutigen Territorien Libanon, Israel, Palästina, Syrien, Jordanien und Ägypten), Church machte Abstecher nach Athen und zur Felsenstadt Petra in Jordanien, um dort zu arbeiten.

### Olana

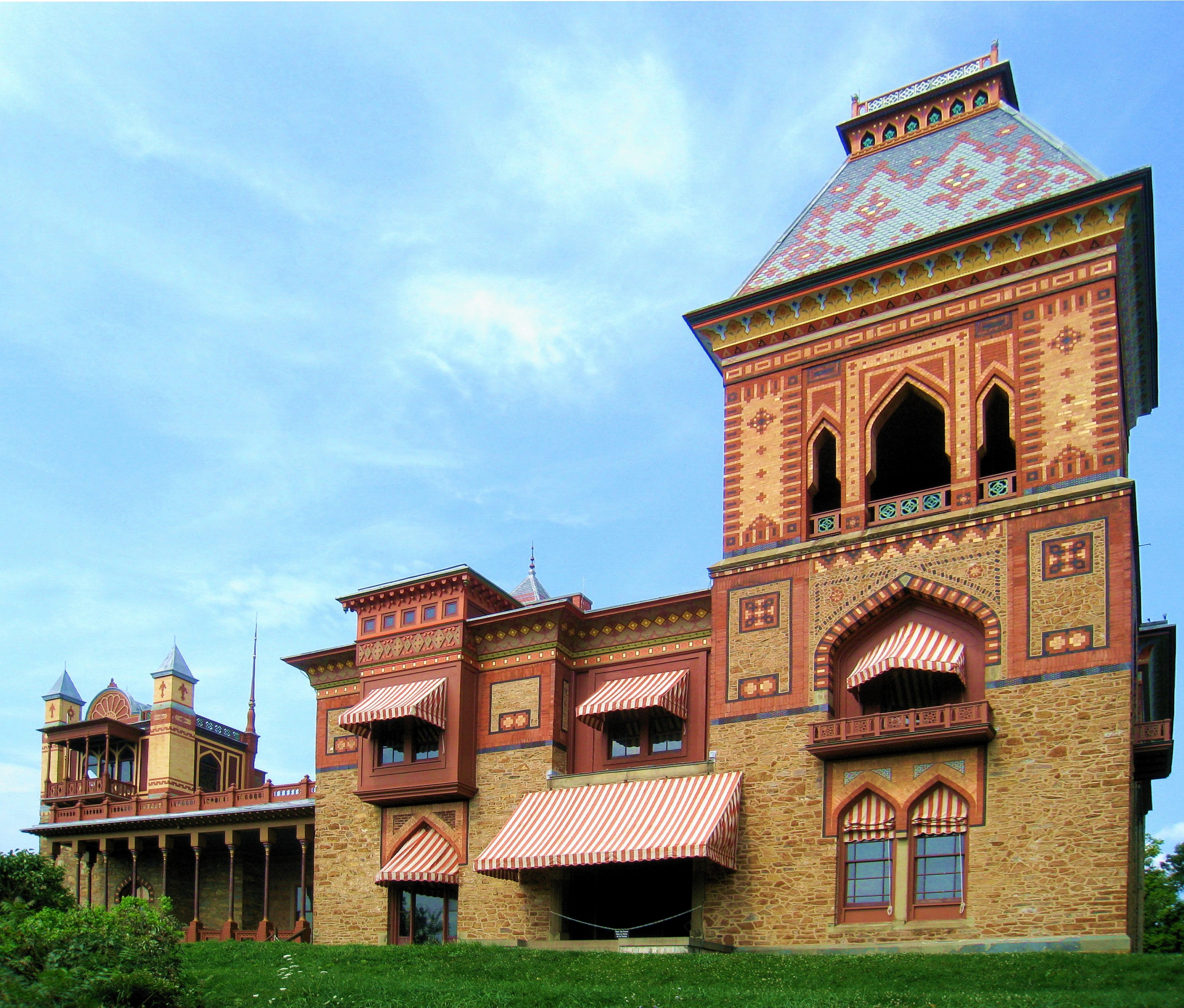
Olana

Kurz vor der Abreise in die Alte Welt hatte Church ein Stück Land auf einem Hügel oberhalb seiner Farm erworben, das er sich wegen der eindrucksvollen Aussicht auf den Hudson River und die Catskill Mountains schon lange gewünscht hatte. Hier begann 1870 der Bau eines geräumigen Wohnhauses, im Sommer 1872 zog die Familie ein. Ursprünglich war ein Herrenhaus nach französischem Vorbild geplant. Nach der Nahost-Reise wurden alle Pläne geändert. In Zusammenarbeit mit einem neuen Architekten, dem Engländer Calvert Vaux, entstand ein bunt ornamentiertes, weitläufiges Gebäude mit viktorianischen, persischen und maurischen Stilelementen. Die Entwürfe für Bau und Dekoration stammten hauptsächlich von Church selbst, der Hunderte von Zeichnungen für architektonische Details anfertigte. Der Dichter John Ashbery beschreibt das Ergebnis: „Das Ganze ist atemberaubend, und trotz der Überfülle architektonischer Elemente und der vielfarbigen Dekoration wirkt es nicht überladen, sondern feierlich und phantasievoll, wie Churchs Malerei“. Das Anwesen bekam den Namen Olana, nach der historischen Beschreibung eines landschaftlich ähnlich gelegenen befestigten Schatzhauses im alten Persien (heute: Armenien).
Seit Mitte der 1870er Jahre war Church durch eine rheumatische Erkrankung des rechten Armes zunehmend behindert, Grund für jährliche Winterreisen in das warme Klima Mexikos. Schließlich konnte er nur noch sehr langsam mit der linken Hand malen. Während der letzten 20 Jahre seines Lebens verwendete er einen großen Teil seiner Energie auf die Verschönerung seines Landsitzes. Mehr als die Hälfte des ursprünglichen Farmlandes wurde in einen Landschaftspark verwandelt. Church ließ tausende Bäume neu anpflanzen oder umsetzen, einen Sumpf zum See umwandeln und rund 8 km Fahrwege anlegen. Zusätzlich wurden ein Sommerhaus und ein freistehendes Ateliergebäude errichtet. 1884 schrieb der Maler in einem Brief an den Bildhauer Erasmus Dow Palmer: „Ich kann auf diese Weise mehr und bessere Landschaften schaffen, als wenn ich mich mit Farbe und Leinwand im Atelier herumquäle“.
Frederic Edwin Church wurde auf dem Spring Grove Cemetery in Hartford (Connecticut) begraben.

## Werk

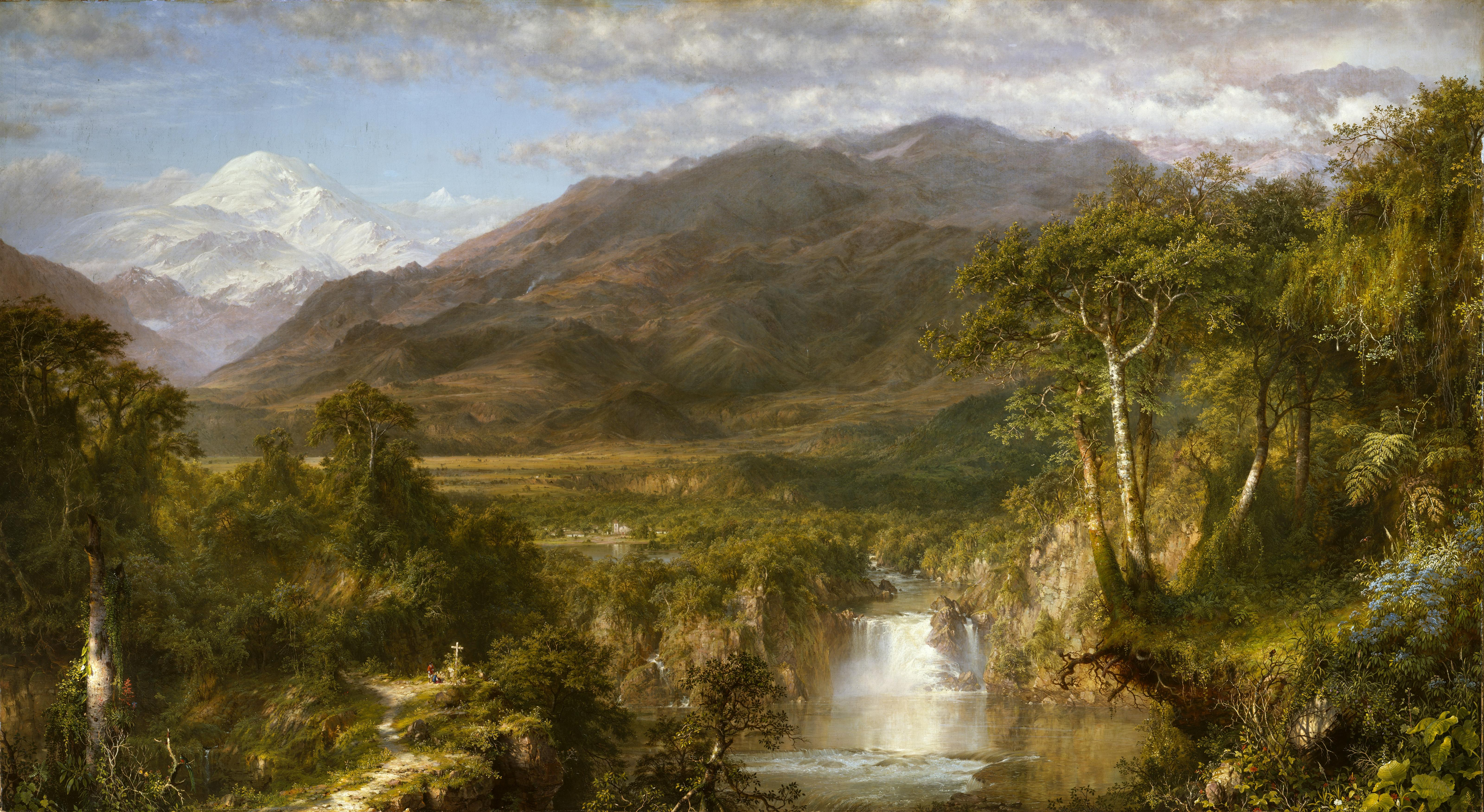
The Heart of the Andes, 1859

Churchs Hauptwerke wirken wie direkte Wiedergaben realer Landschaften, sind jedoch meist freie Bearbeitungen der Öl- und Bleistiftskizzen, die er von seinen Reisen mitgebracht hatte. Er selbst nannte sie „compositions“. Aus den Skizzen, die er auf der Reise von 1853 von Flüssen, Wasserfällen und Vulkanen gemacht hatte, entstand neben anderen großen Formaten The Andes of Ecuador (1855), mit ca. 1,20 × 1,80 m Churchs bis dahin größtes Gemälde. Im Januar 1858, nach der zweiten Reise, begann er mit der Arbeit an The Heart of the Andes, der Darstellung einer tropischen Landschaft, in der verschiedene Elemente seiner zahlreich erhaltenen Reiseskizzen zu erkennen sind. In der durchweg detailliert gemalten Komposition wird ein weit gefasster Landschaftsausschnitt wiedergegeben, mit Blick auf einen Flusslauf in üppiger Vegetation, auf Hochebenen und schneebedeckte Bergriesen – mehr, als normalerweise in einer realen Szene zu erfassen ist. Am 27. April 1859 präsentierte Church das ungewöhnlich große Querformat (ca. 170 × 300 cm) erstmals in einer speziellen Inszenierung in New York. Vorhänge um den Rahmen schufen die Illusion eines Blickes aus dem Fenster, der Raum war abgedunkelt, nur das Gemälde lag im Licht. Das Publikum saß auf Bänken vor dem Bild, es wurde mit Operngläsern versehen, um die Details besser erkennen zu können. Exotische Pflanzen steigerten den gewünschten Eindruck. In drei Wochen zahlten mehr als 12.000 Besucher je 25 Cent Eintritt. Danach war die Präsentation zwei Jahre lang in mehreren anderen amerikanischen Städten und in London zu sehen. Verkauft wurde das Werk schließlich für 10.000 Dollar, den höchsten Betrag, der bis zu diesem Zeitpunkt für die Arbeit eines lebenden amerikanischen Künstlers gezahlt worden war.
Churchs Bild Icebergs: The North, ein Ergebnis seiner Schiffsreise von 1859, beinahe ebenso groß wie The Heart of the Andes, war 1861 in New York und London zu sehen. Weitere großformatige Bilder mit tropischen und arktischen Szenen wurden als besondere Ereignisse in Privatgalerien gezeigt. An ausdrücklich moralischen und religiösen Allegorien in der Landschaftsmalerei war Church weniger interessiert als sein Lehrer Cole, aber auch er drückte in seinen Arbeiten religiöse und patriotische Gefühle aus – er malte Pilgerkreuze in Tropenlandschaften oder intensive Lichterscheinungen wie in Aurora Borealis (1865) oder Rainy Season in the Tropics (1866). Sein symbolisches Landschaftsbild Our Banner in the Sky entstand 1861, kurz nach der Erstürmung von Fort Sumter (South Carolina) durch die Konföderierten, einem Schlüsselereignis zu Beginn des Amerikanischen Sezessionskrieges (1861–1865). Church war ein entschiedener Anhänger der Union der Nordstaaten und stellte deren Flagge hier als Himmelserscheinung dar. In den Nordstaaten war das Motiv in abgewandelter Form als Lithografie weit verbreitet. Bekannte Gemälde, die auf die Europa- und Nahost-Reise von 1867 zurückgehen, sind The Parthenon (1871), The Aegean Sea (1877), Landscape in Greece (1873), Sunrise in Syria (1874) und Al Khazneh, Petra (1874).

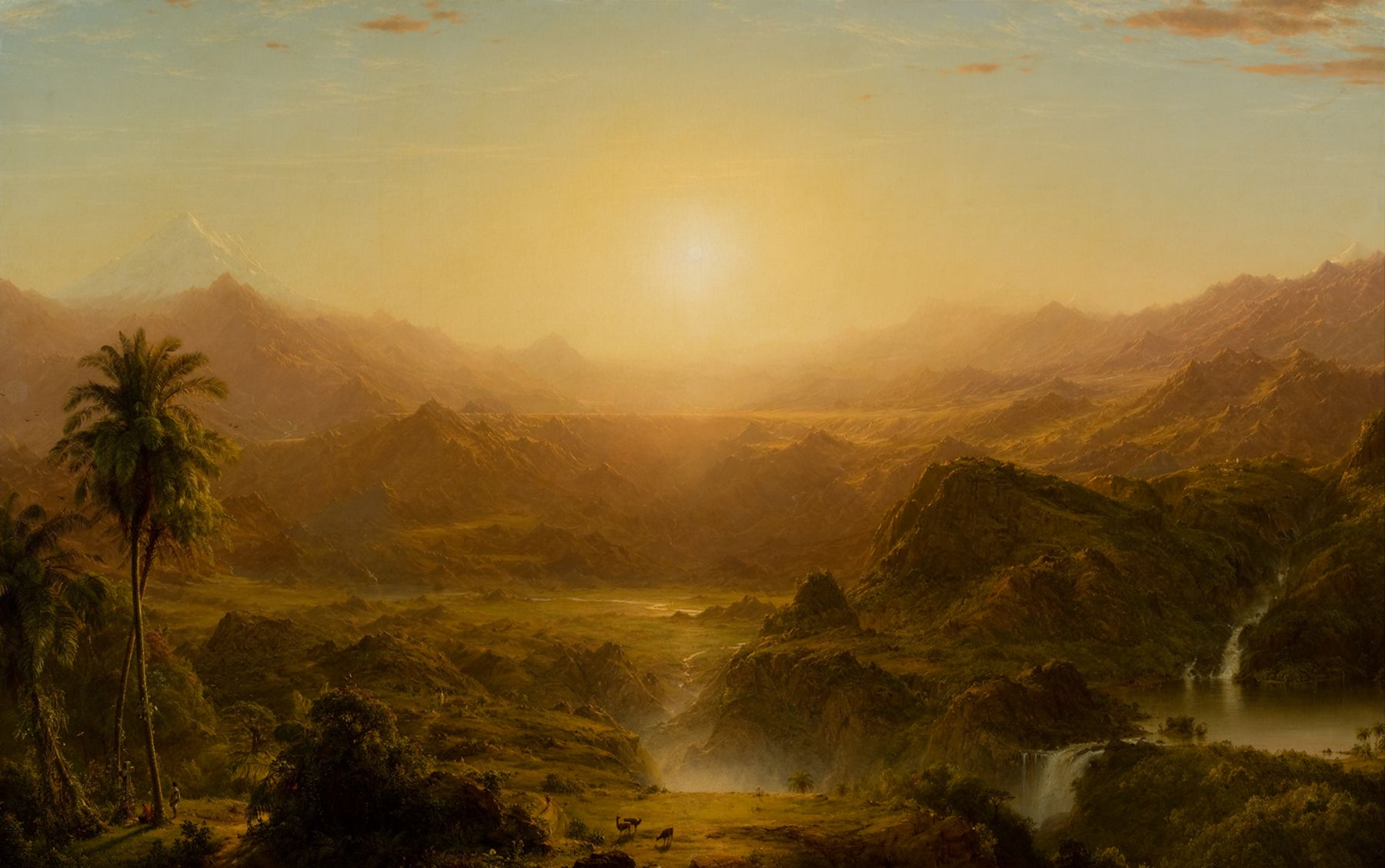
The Andes of Ecuador, ca. 1855
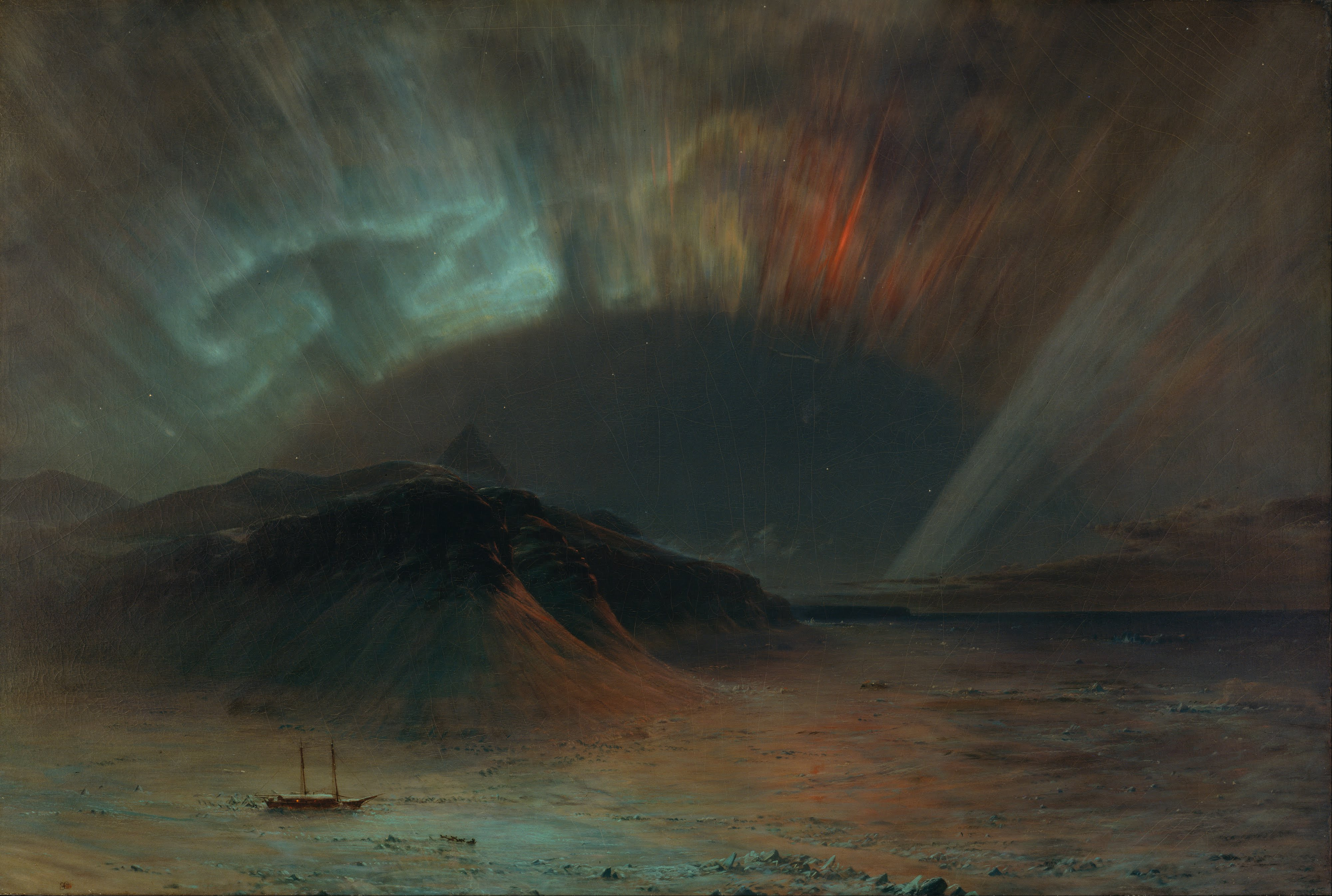
Aurora Borealis 1865
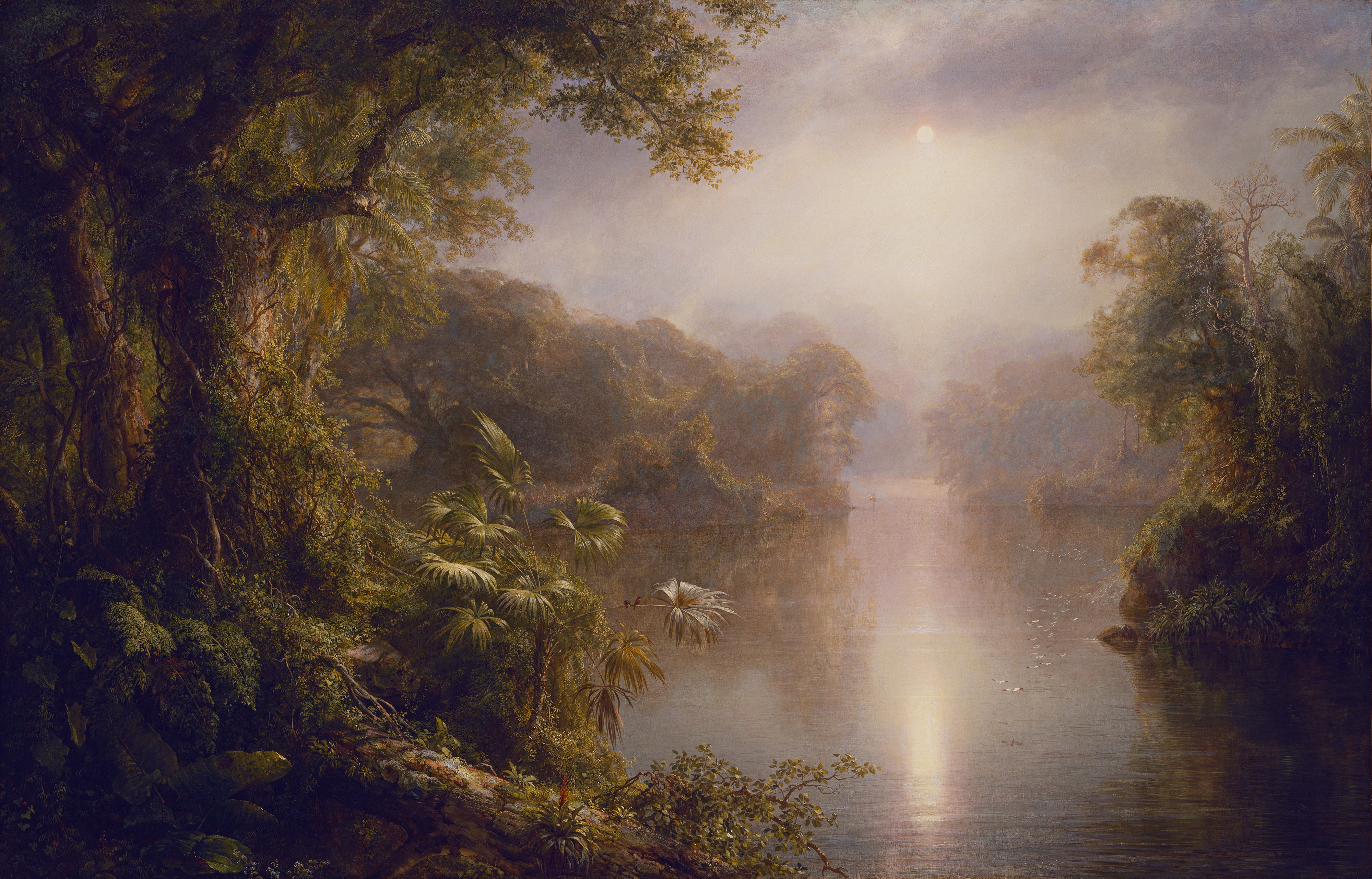
Morning in the Tropics, 1877
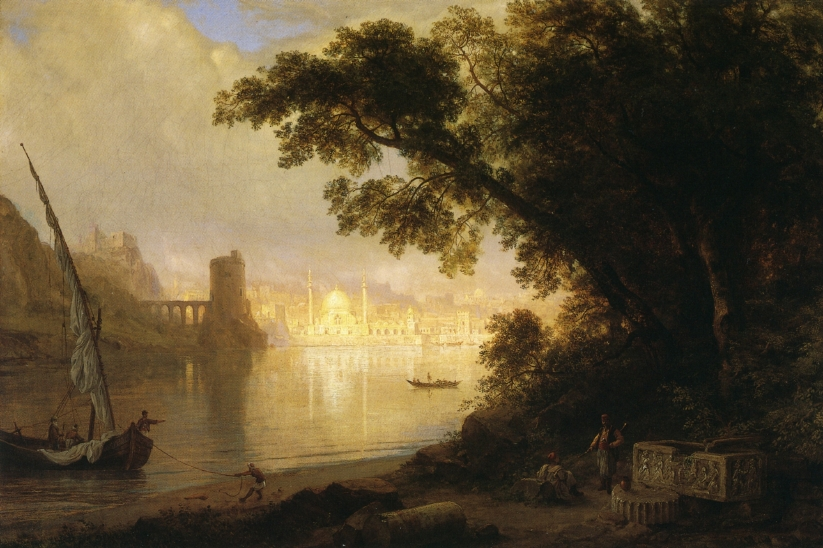
Al Ayn (auch: The Fountain), 1882

Church zeigte seine Gemälde regelmäßig in den jährlichen Ausstellungen der National Academy of Design, der American Art-Union und des Boston Art Club, gemeinsam mit den Arbeiten von Thomas Cole, Asher Brown Durand, John Frederick Kensett und Jasper Francis Cropsey. Kritiker und Sammler schätzten die besondere Form der Landschaftsmalerei, ihre Schöpfer wurden zusammenfassend als Hudson River School bezeichnet.
Gegen Ende des 19. Jahrhunderts ließ das Interesse der Sammler und der Öffentlichkeit an den Künstlern dieser Gruppierung und ihren Arbeiten deutlich nach. Um 1900, zur Zeit seines Todes, war Church nahezu vergessen. Erst nach 1960 nahm die Anerkennung für seine Kunst allmählich wieder zu. Churchs Sohn Louis lebte mit seiner Frau bis 1964 in Olana. Seit 1965 trägt das Anwesen das Prädikat National Historic Landmark, wird verwaltet von dem New York Office of Parks, Recreation and Historic Preservation und ist öffentlich zugänglich.

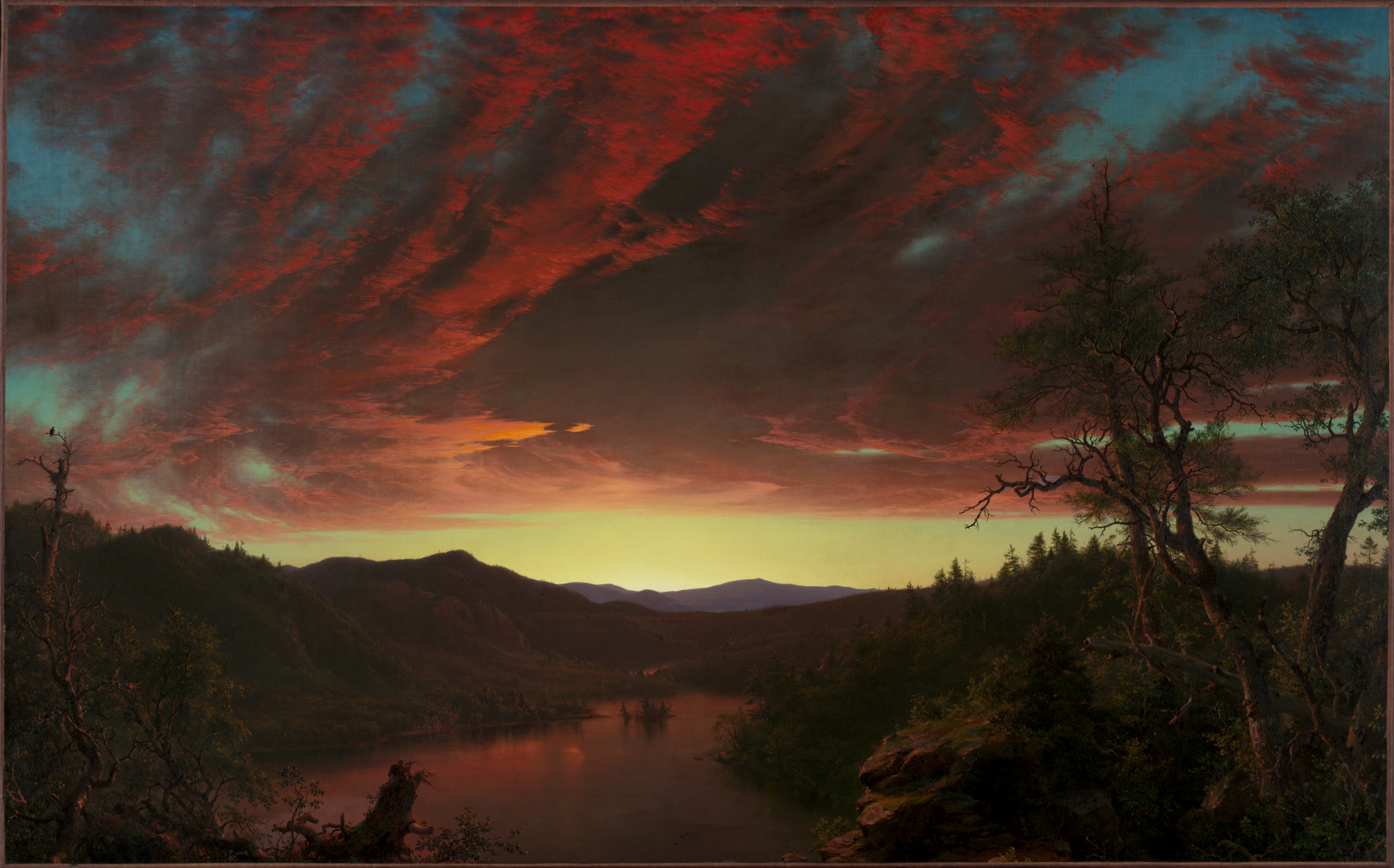
Twilight in the Wilderness, 1860
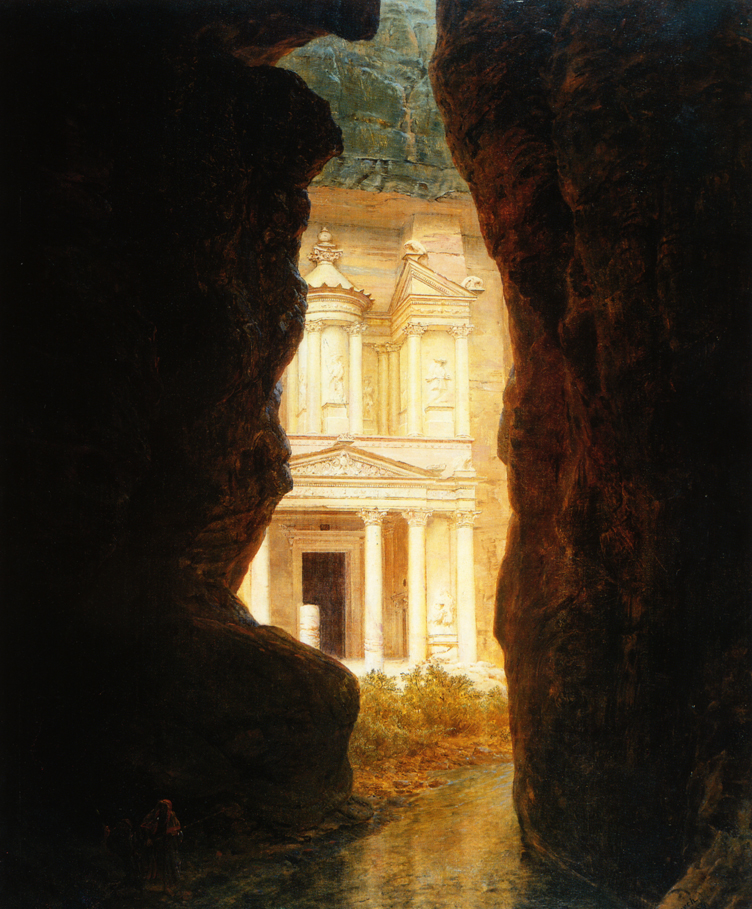
Al Khazneh, Petra (Jordanien), 1874
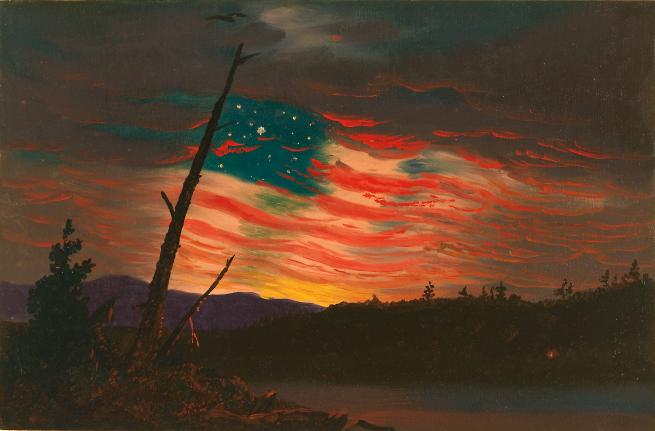
Our Banner in the Sky, 1861

## Bilder und Sammlungen (Auswahl)
- New England Scenery (1851), George Walter Vincent Smith Art Museum
- The Natural Bridge, Virginia (1852), University of Virginia Art Museum
- Home by the Lake (1852), Amon Carter Museum.
- The Falls of Tequendama (1854), Cincinnati Art Museum
- The Andes of Ecuador (ca. 1855), Reynolda House Museum of American Art
- ·Niagara (1857), Corcoran Gallery of Art
- The Heart of the Andes (1859), Metropolitan Museum of Art
- ·Twilight in the Wilderness (1860), Cleveland Museum of Art
- ·The Icebergs (1861), Dallas Museum of Art
- ·Cotopaxi (1862), Detroit Institute of Arts
- ·Aurora Borealis (1865), Smithsonian American Art Museum
- ·The Parthenon in Athens (1871), Metropolitan Museum of Art
- Syria by the Sea (1873), Detroit Institute of Arts
- ·Tropical Scenery (1873), Brooklyn Museum
- ·Morning in the Tropics (1877), National Gallery of Art
- ·Mediterranean Sea (1882), Olana State Historic Site
- Al Ayn (1882), Mead Art Museum
- Moonrise (1889), Santa Barbara Museum of Art
- The Iceberg (1891), Carnegie Museum of Art
- Mount Katahdin from Millinocket Camp (1895), Portland Museum of Art